# Станко Караман
Станко Лука Караман (на сръбски: Станко Лука Караман или Stanko Luka Karaman) е югославски биолог, виден изследовател на ракообразните - мамарци и равноноги, работил в Скопие, Югославия.

## Биография
Станко Караман е роден на 8 декември 1889 година в Сараево, под управлението на Австро-Унгария. Учи в университети в Загреб и Неапол. През 1919-1924 година е асистент в Народния зооложки музей и Зооложки институт в Загреб.
В 1926 година Караман е инициатор за създаването на природонаучния Музей на Южна Сърбия и Зоологическата градина в Скопие, Кралство Югославия. В Скопие Караман работи върху мамарците и равноногите [Delamarella karamani Petkovski, 1957].
Няколко вида са наречени на негово име – Delamarella karamani (Harpacticoida), Stygophalangium karamani (Arachnida) и Macedonethes stankoi (Isopoda).
Караман е женен за ентомоложката проф. д-р Зора Р. Караман, по баща Валес (15 април 1907, Буе, Истрия - 10 декември 1974, Любляна). Техни синове са биолозите Гордан С. Караман (1 октомври 1938, Скопие) и Младен Караман (15 януари 1937, Скопие – 18 септември 1991).
Станко Караман умира на 7 май 1959 година в Скопие.

## Съчинения
- Pisces Macedoniae, Split 1924 pp. 90
- Komarci Dalmacije i njihovo suzbijanje.- Glasnik Ministarstva narodnog zdravlja, Institut za proucavanje i suzbijanje malarije Trogir, Split, 1925, pp. 1-40.